# ليونيل بلير
ليونيل بلير هو مصمم رقص ومقدم تلفزيوني وممثل بريطاني وكندا، ولد في 12 ديسمبر 1931 في كندا.

## وصلات خارجية
- ليونيل بلير على موقع IMDb (الإنجليزية)
- ليونيل بلير على موقع ميوزك برينز (الإنجليزية)
- ليونيل بلير على موقع ديسكوغز (الإنجليزية)
- ليونيل بلير على موقع قاعدة بيانات الفيلم (الإنجليزية)